# Сарбка (Вонґровецький повіт)
Сарбка (пол. Sarbka, нім. Sarbka, 1939-45: Hinterwald) — село в Польщі, у гміні Вонґровець Вонґровецького повіту Великопольського воєводства.
Населення — 90 осіб (2011).
У 1975-1998 роках село належало до Пільського воєводства.

## Демографія
Демографічна структура станом на 31 березня 2011 року:
|          | Загалом | Допрацездатний вік | Працездатний вік | Постпрацездатний вік |
| -------- | ------- | ------------------ | ---------------- | -------------------- |
| Чоловіки | 52      | 15                 | 37               | 0                    |
| Жінки    | 38      | 9                  | 24               | 5                    |
| Разом    | 90      | 24                 | 61               | 5                    |